# Liste des déesses de la fertilité

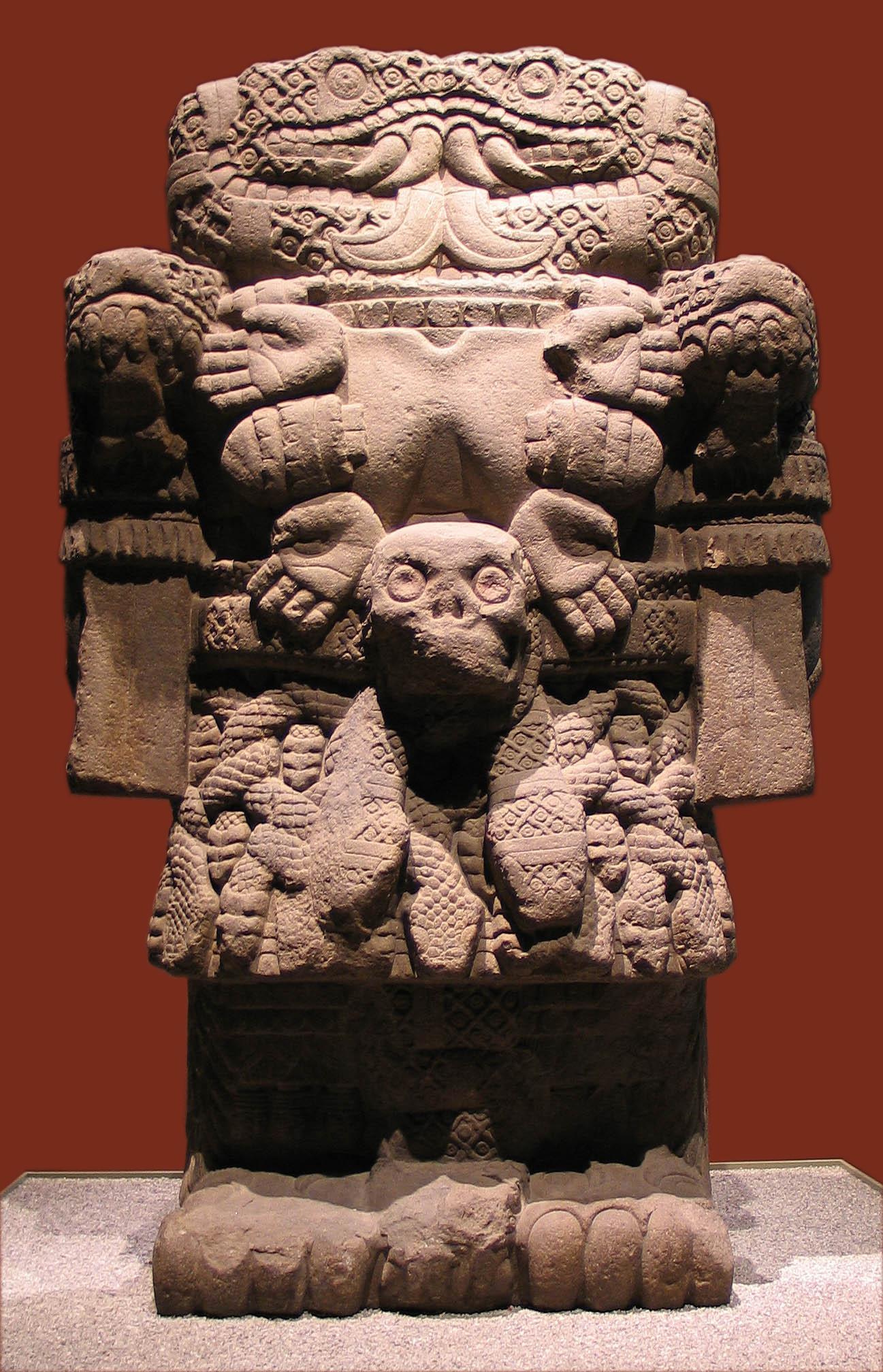
Coatlicue, déesse aztèque de la fertilité, de la vie, de la mort et de la renaissance.

Une déesse de la fertilité est une déesse associée à la virginité, la grossesse ou à la naissance. 

## Mythologie africaine
- Ala, déesse igbo de la fertilité
- Asase Ya, déesse terrienne ashanti de la fertilité
- Mbaba Mwana Waresa, déesse zulu de la fertilité, des arcs-en-ciel, de l'agriculture, de la pluie et de la bière

## Mythologie Caraïbes (d'origine africaine)
- Iemanja, orisha des eaux salées et mère de toute chose vivante

## Mythologie arménienne
- Anahit, déesse de la fertilité, de la naissance, de la beauté et de l'eau

## Mythologie aborigène australienne
- Anjea, déesse ou esprit de la fertilité
- Birrahgnooloo, déesse Kamilaroi de la fertilité
- Dilga, déesse Karadjeri de la fertilité et de la croissance
- Julunggul, déesse serpent arc-en-ciel Yolngu associée à la fertilité, l'initiation, la renaissance et au temps (météréologie)
- Kunapipi, déesse-mère et esprit tutélaire de nombreux héros
- Ungud, dieu ou déesse serpent, des arcs-en-ciel, de la fertilité et de l'arrivée de nouveaux shamans dans la tribu

## Mythologie aztèque
- Tonacacihuatl, déesse de la nourriture et de la fertilité
- Coatlicue, déesse de la fertilité, de la vie, de la mort et de la renaissance
- Chimalma, déesse de la fertilité, de la vie, de la mort et de la renaissance
- Xochitlicue, déesse de la fertilité, de la vie, de la mort et de la renaissance
- Xochiquetzal, déesse de la fertilité, de la beauté, du pouvoir sexuel féminin, protectrice des jeunes mères, des grossesses, de l'enfantement et de l'artisanat féminin
- Toci, la « mère des hommes »
- Temazcalteci, déesse de la maternité (fertilité)

## Mythologie balte
- Laima, déesse de la chance et du destin, associée à l'enfantement, aux grossesses, au mariage et à la mort
- Saulė, déesse solaire de la vie, de la fertilité, de la chaleur et de la santé

## Mythologie turque
- Umay (déesse), déesse de la fertilité, de la naissance, de l'enfantement et de l'abondance

## Au Viêt Nam, au Laos et au Cambodge
- Phra Mae Thorani, archétype féminin de la terre fertile
- Phosop (Thaïlande), Khosop (Laos) ou Po Ino Nogar (Cambodge), déesse du riz

## Mythologie celtique
- Brigit, déesse irlandaise associée à la fertilité
- Damara, déesse de la fertilité vénérée dans les îles britanniques[1]
- Damona, déesse gauloise de la fertilité
- Épona, déesse des chevaux et de la fertilité
- Nantosuelte, déesse de la nature, de la terre, du feu et de la fertilité
- Onuava, déesse de la fertilité
- Rosmerta, déesse gallo-romaine de la fertilité et de l'abondance

## Mythologie égyptienne
- Bastet, déesse-chat parfois associée à la fertilité
- Hathor, déesse personnifiant les principes d'amour, de maternité et de la joie
- Héqet, déesse-grenouille de la fertilité
- Isis, déesse de la maternité, de la magie et de la fertilité
- Meskhenet, déesse de l'enfantement
- Sothis, déesse de la fertilité des sols
- Taouret, déesse de la fertilité et de l'enfantement
- Tefnout, déesse de l'eau et de la fertilité

## Mythologie étrusque
- Thesan, déesse de l'aube, associée à la création de la vie

## Panthéon finnois
- Rauni, déesse de la fertilité

## Mythologie germanique
- Nerthus, déesse de la terre associée à la fertilité
- Freyja, déesse de la beauté, de la guerre, de la fertilité

## Mythologie grecque
- Aphaïa, déesse locale associée à la fertilité et au cycle agricole[réf. nécessaire]
- Aphrodite, déesse de l'amour, de la beauté et de la sexualité
- Artémis, déesse de la chasse, des animaux sauvages, de la nature, de l'enfantement, de la virginité, de la fertilité, des jeunes filles, de la santé et des maladies féminines
- Cybèle, déesse mère phrygienne incarnant la terre fertile
- Déméter, déesse de l'agriculture et de la fertilité
- Gaïa, déesse primordiale identifiée à la « déesse mère »
- Héra, déesse protectrice du mariage, des femmes, de la fertilité de l'enfantement
- Ilithyie, déesse de l'enfantement et des sages-femmes, probablement d'origine minoenne voire antérieure
- Perséphone, déesse associée au retour de la végétation lors du printemps, à la fertilité du sol et à la renaissance des cultures
- Pallas Athéna, déesse de la guerre, des sciences et des arts. Elle a souvent comme compagnie une chouette, animal qui lui était consacré, ainsi que le serpent et le coq, sans compter l'olivier

## Mythologie hawaïenne
- Haumea, déesse de la fertilité et de l'enfantement
- Nuakea, déesse de l'allaitement

## Mythologie hindoue/ indienne

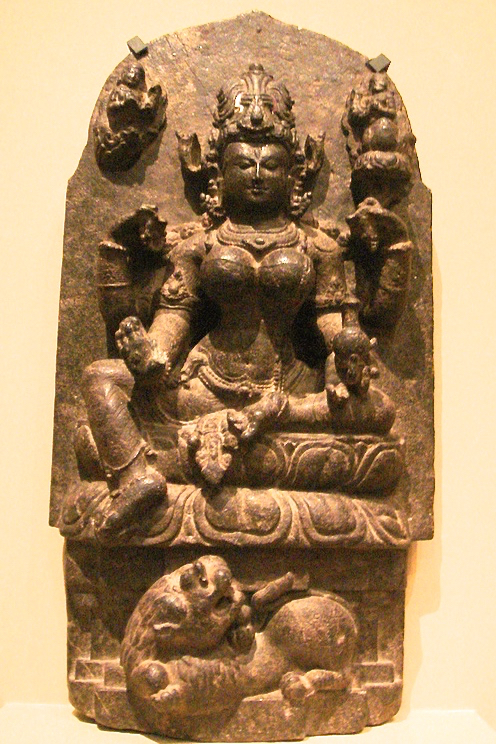
Parvati.

- Aditi, déesse de l'espace, de la conscience, du passé, du futur et de la fertilité
- Banka-Mundi, déesse de la chasse et de la fertilité
- Bhūmi, aspect de Devî, la Grande Déesse, en tant que personnification divine de la Terre
- Lajja Gauri, déesse associée à l'abondance et à la fertilité
- Manasa, déesse-serpent associée à la fertilité et la prospérité
- Mâtrikâs, un groupe de sept à neuf déesses associé à la fertilité et au pouvoir maternel
- Pārvatī, déesse associée à la fertilité, la félicité du couple, la dévotion envers l'épouse, l'ascétisme, et au pouvoir
- Sinivali, déesse associée à la fécondité et aux naissances faciles

## Mythologie hittite
- Shaushka, déesse de la fertilité, de la guerre et de la guérison

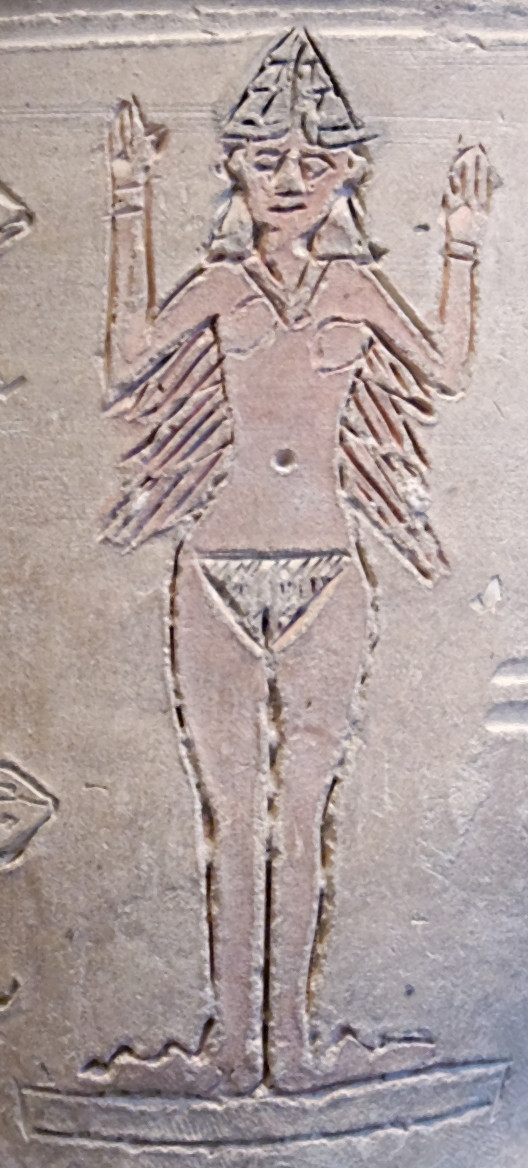
Ishtar nue, coiffée de la tiare à cornes, entourée par des oiseaux, des poissons, un taureau et une tortue. Elle est appelée Inanna par les sumériens.

## Mythologie inca
- Mama Quilla, déesse de la lune, du cycle menstruel et protectrice des femmes
- Mama Ocllo, déesse-mère, associée à la fertilité
- Pachamama, déesse de la fertilité présidant à la plantation et à la moisson, responsable des tremblements de terre

## Mythologie inuit
- Akna, déesse de la fertilité et de l'enfantement
- Pukkeenegak, déesse des petits enfants, des grossesses, de l'enfantement et de la confection vestimentaire

## Mythologie japonaise
- Kichijōten, déesse du bonheur, de la fertilité, et de la beauté
- Inari, déesse de la fertilité, du riz, de l'agriculture, des renards et de l'artisanat

## Mythologie maya
- Akna, déesse de la maternité et de l'enfantement
- Ixchel, déesse jaguar des sages-femmes et de la médecine

## Mythologie romaine
- Cérès, déesse de l'agriculture, des moissons et de la fécondité
- Flore, déesse de la fleuraison et l'agriculture

## Mythologie sumérienne
- Inanna (ou Ishtar), déesse sumérienne du sexe, de l'amour, de la fertilité et de la guerre

## Mythologie amérindienne
- Atahensic, déesse iroquoise associée au mariage, à l'enfantement, et de l'initiative féminine

## Mythologie nordique
- Freyja, Vane de l'amour, de la beauté, de la fertilité, de l'or, du seiðr, de la guerre, et de la mort
- Frigg, Ase associée à la prophétie, au mariage et à l'enfantement
- Gefjon, Ase vierge se faisant servir par les femmes mortes vierges

De façon générale, les Vanes sont les divinités associées aux cultes de la fertilité, de la fécondité, de la sagesse et de la précognition.